# Delain
Delain ist eine niederländische Symphonic-Metal-Band, die 2002 von dem ehemaligen Within-Temptation-Keyboarder Martijn Westerholt gegründet wurde.

## Bandgeschichte

### Gründung und Demo (2001–2005)
Delain wurde 2002 von Martijn Westerholt gegründet, nachdem er Within Temptation im Jahre 2001 aufgrund einer Erkrankung am Pfeiffer-Drüsenfieber verließ. Deren Gründer Robert Westerholt ist Martijns Bruder. Nachdem Martijn Westerholt 2002 zusammen mit der Sängerin Anne Invernizzi, den Gitarristen Roy van Enkhuyzen und Frank van der Meijden, dem Bassisten Martijn Willemsen und dem Schlagzeuger Jimmy Revson sowie dem Gast George Oosthoek von der Band Orphanage ein aus vier Songs bestehendes Demo mit dem Namen Amenity aufgenommen hatte, ruhte das Projekt zunächst bis zum Jahr 2005. Das Demo ist heute kaum mehr zu finden und nur noch in digitaler Form erhalten. Selbst Martijn Westerholt besitzt laut eigenen Angaben keine physische Kopie mehr.

### Kommerzieller Erfolg (ab 2005)
Nachdem die Sängerin Charlotte Wessels 2005 zur Band gestoßen war, konnte Delain im selben Jahr einen Plattenvertrag mit dem Label Roadrunner Records abschließen. Im Anschluss nahm die Band ihr Debütalbum Lucidity auf, das letztlich am 4. September 2006 erschien. Für das Album engagierten sie diverse bekannte Gastmusiker: Ariën van Weesenbeek von Epica (Schlagzeug), sowie deren ehemaliges Mitglied Ad Sluijter (Gitarre), George Oosterhoek (Grunts) und Guus Eikens (Gitarre), beide ehemalige Mitglieder von Orphanage, Sharon den Adel von Within Temptation (Gesang), Marco Hietala von Nightwish (Bass, Gesang) sowie Liv Kristine von Leaves’ Eyes (Gesang) und Jan Yrlund (Gitarre). Die am 10. März 2007 veröffentlichte Singleauskopplung Frozen erreichte Platz 36 der niederländischen Verkaufscharts.
Das Bandprojekt besteht eigentlich nur aus Martijn Westerholt und Charlotte Wessels. Für Live-Auftritte werden sie aber von weiteren Musikern, ab 2006 zunächst von Ronald Landa (Grunts und Gitarre), Ray van Lente (Gitarre), Robert van der Loo (Bass) und Sander Zoer (Schlagzeug), unterstützt. Ray van Lente verließ die Formation schon im Sommer 2007. Am 20. März 2009 erschien April Rain, das zweite Album der Band. Im selben Jahr verließ auch Ronald Landa die Band. Nachfolger an der Gitarre wurde Ewout Pieters, der aber nur bis 2010 blieb. Im selben Jahr trennte sich Rob von der Loo aus Zeitgründen von der Band und wurde durch Otto Schimmelpenninck van der Oije ersetzt. Der vakante Posten des Gitarristen wurde 2011 mit Timo Somers besetzt.

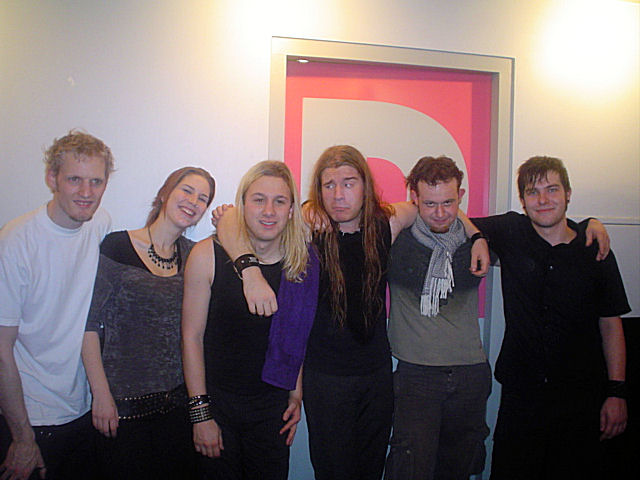
Besetzung im Jahr 2008. Von links: Martijn Westerholt, Charlotte Wessels, Ewout Pieters, Rob van der Loo, Ronald Landa, Sander Zoer.

In dieser Besetzung wurden die Alben We Are the Others und Interlude unter der Beteiligung von Gastmusikern eingespielt. We Are the Others wurde am 1. Juni 2012 veröffentlicht. Am 3. Mai 2013 erschien das vierte Album Interlude; es enthält neben neuen Songs auch Reinterpretationen eigener und fremder Songs sowie sechs Live-Versionen und in der Limited First Edition zusätzlich eine Bonus-DVD. Am 4. April 2014 erschien das Album The Human Contradiction, das unter anderem einen Gastbeitrag von Marco Hietala (Nightwish) und Alissa White-Gluz (Arch Enemy) enthält. Am 26. August 2016 wurde das neue Album Moonbathers veröffentlicht. Auch hier gibt es wieder einen Gastbeitrag von Alissa White-Gluz. Anlässlich ihres 10-jährigen Bandjubiläums ist zusätzlich ein Remastered Album von ihrem Debütalbum Lucidity erschienen. Auf diesem Album sind neben der remasterten Fassung zusätzlich weitere Live-Aufnahmen enthalten.

### Neubesetzung (2021)
Am 15. Februar 2021 gab Bandgründer Martijn Westerholt bekannt, dass sich die aktuelle Besetzung von Delain aufgelöst habe und die Mitglieder getrennte Wege gehen würden. Er kündigte aber an, Delain als Projekt weiter zu führen. Am 28. Juni 2021 kehrte der frühere Schlagzeuger Sander Zoer offiziell zur Band zurück, am 12. Juli 2021 folgte der frühere Gitarrist Ronald Landa. Am 19. Mai 2022 wurde Ludovico Cioffi als neuer Bassist vorgestellt, am 9. August 2022 – zeitgleich mit der Veröffentlichung der neuen Single The Quest and the Curse – Diana Leah als neue Sängerin. Das erste Konzert der neuen Besetzung fand beim Riverside-Festival in Aarburg am 27. August 2022 statt.

## Diskografie

### Studioalben
| Jahr | Titel Musiklabel                       | Höchstplatzierung, Gesamtwochen, AuszeichnungChartplatzierungen (Jahr, Titel, Musiklabel, Platzierungen, Wochen, Auszeichnungen, Anmerkungen) | Höchstplatzierung, Gesamtwochen, AuszeichnungChartplatzierungen (Jahr, Titel, Musiklabel, Platzierungen, Wochen, Auszeichnungen, Anmerkungen) | Höchstplatzierung, Gesamtwochen, AuszeichnungChartplatzierungen (Jahr, Titel, Musiklabel, Platzierungen, Wochen, Auszeichnungen, Anmerkungen) | Höchstplatzierung, Gesamtwochen, AuszeichnungChartplatzierungen (Jahr, Titel, Musiklabel, Platzierungen, Wochen, Auszeichnungen, Anmerkungen) | Höchstplatzierung, Gesamtwochen, AuszeichnungChartplatzierungen (Jahr, Titel, Musiklabel, Platzierungen, Wochen, Auszeichnungen, Anmerkungen) | Anmerkungen                              |
| Jahr | Titel Musiklabel                       | DE | AT | CH | UK | NL | Anmerkungen                              |
| ---- | -------------------------------------- | --- | --- | --- | --- | --- | ---------------------------------------- |
| 2006 | Lucidity Roadrunner Records            | — | — | — | — | NL43 (8 Wo.)NL | Erstveröffentlichung: 28. September 2007 |
| 2009 | April Rain Roadrunner Records          | DE96 (1 Wo.)DE | — | CH91 (1 Wo.)CH | — | NL14 (10 Wo.)NL | Erstveröffentlichung: 6. Februar 2009    |
| 2012 | We Are the Others Roadrunner Records   | DE77 (1 Wo.)DE | — | CH43 (1 Wo.)CH | UK75 (1 Wo.)UK | NL4 (4 Wo.)NL | Erstveröffentlichung: 1. Juni 2012       |
| 2014 | The Human Contradiction Napalm Records | DE40 (1 Wo.)DE | — | CH24 (1 Wo.)CH | UK44 (1 Wo.)UK | NL25 (4 Wo.)NL | Erstveröffentlichung: 4. April 2014      |
| 2016 | Moonbathers Napalm Records             | DE17 (2 Wo.)DE | AT53 (1 Wo.)AT | CH18 (3 Wo.)CH | UK50 (1 Wo.)UK | NL15 (1 Wo.)NL | Erstveröffentlichung: 26. August 2016    |
| 2020 | Apocalypse & Chill Napalm Records      | DE14 (1 Wo.)DE | AT43 (1 Wo.)AT | CH8 (3 Wo.)CH | — | NL24 (1 Wo.)NL | Erstveröffentlichung: 7. Februar 2020    |
| 2023 | Dark Waters Napalm Records             | DE9 (1 Wo.)DE | AT57 (1 Wo.)AT | CH10 (1 Wo.)CH | — | NL35 (1 Wo.)NL | Erstveröffentlichung: 20. Februar 2023   |

### Livealben
| Jahr | Titel Musiklabel                                     | Höchstplatzierung, Gesamtwochen, AuszeichnungChartplatzierungen (Jahr, Titel, Musiklabel, Platzierungen, Wochen, Auszeichnungen, Anmerkungen) | Höchstplatzierung, Gesamtwochen, AuszeichnungChartplatzierungen (Jahr, Titel, Musiklabel, Platzierungen, Wochen, Auszeichnungen, Anmerkungen) | Höchstplatzierung, Gesamtwochen, AuszeichnungChartplatzierungen (Jahr, Titel, Musiklabel, Platzierungen, Wochen, Auszeichnungen, Anmerkungen) | Höchstplatzierung, Gesamtwochen, AuszeichnungChartplatzierungen (Jahr, Titel, Musiklabel, Platzierungen, Wochen, Auszeichnungen, Anmerkungen) | Höchstplatzierung, Gesamtwochen, AuszeichnungChartplatzierungen (Jahr, Titel, Musiklabel, Platzierungen, Wochen, Auszeichnungen, Anmerkungen) | Anmerkungen                                                                      |
| Jahr | Titel Musiklabel                                     | DE | AT | CH | UK | NL | Anmerkungen                                                                      |
| ---- | ---------------------------------------------------- | --- | --- | --- | --- | --- | -------------------------------------------------------------------------------- |
| 2017 | A Decade of Delain – Live at Paradiso Napalm Records | DE64 (1 Wo.)DE | — | — | — | NL78 (1 Wo.)NL | Erstveröffentlichung: 27. Oktober 2017 aufgenommen im Dezember 2016 in Amsterdam |

### Kompilationen
| Jahr | Titel Musiklabel         | Höchstplatzierung, Gesamtwochen, AuszeichnungChartplatzierungen (Jahr, Titel, Musiklabel, Platzierungen, Wochen, Auszeichnungen, Anmerkungen) | Höchstplatzierung, Gesamtwochen, AuszeichnungChartplatzierungen (Jahr, Titel, Musiklabel, Platzierungen, Wochen, Auszeichnungen, Anmerkungen) | Höchstplatzierung, Gesamtwochen, AuszeichnungChartplatzierungen (Jahr, Titel, Musiklabel, Platzierungen, Wochen, Auszeichnungen, Anmerkungen) | Höchstplatzierung, Gesamtwochen, AuszeichnungChartplatzierungen (Jahr, Titel, Musiklabel, Platzierungen, Wochen, Auszeichnungen, Anmerkungen) | Höchstplatzierung, Gesamtwochen, AuszeichnungChartplatzierungen (Jahr, Titel, Musiklabel, Platzierungen, Wochen, Auszeichnungen, Anmerkungen) | Anmerkungen                       |
| Jahr | Titel Musiklabel         | DE | AT | CH | UK | NL | Anmerkungen                       |
| ---- | ------------------------ | --- | --- | --- | --- | --- | --------------------------------- |
| 2013 | Interlude Napalm Records | DE91 (1 Wo.)DE | — | — | — | NL37 (1 Wo.)NL | Erstveröffentlichung: 3. Mai 2013 |

### Demos
- 2002: Amenity

### EPs
| Jahr | Titel Musiklabel                    | Höchstplatzierung, Gesamtwochen, AuszeichnungChartplatzierungen (Jahr, Titel, Musiklabel, Platzierungen, Wochen, Auszeichnungen, Anmerkungen) | Höchstplatzierung, Gesamtwochen, AuszeichnungChartplatzierungen (Jahr, Titel, Musiklabel, Platzierungen, Wochen, Auszeichnungen, Anmerkungen) | Höchstplatzierung, Gesamtwochen, AuszeichnungChartplatzierungen (Jahr, Titel, Musiklabel, Platzierungen, Wochen, Auszeichnungen, Anmerkungen) | Höchstplatzierung, Gesamtwochen, AuszeichnungChartplatzierungen (Jahr, Titel, Musiklabel, Platzierungen, Wochen, Auszeichnungen, Anmerkungen) | Höchstplatzierung, Gesamtwochen, AuszeichnungChartplatzierungen (Jahr, Titel, Musiklabel, Platzierungen, Wochen, Auszeichnungen, Anmerkungen) | Anmerkungen                                                                                   |
| Jahr | Titel Musiklabel                    | DE | AT | CH | UK | NL | Anmerkungen                                                                                   |
| ---- | ----------------------------------- | --- | --- | --- | --- | --- | --------------------------------------------------------------------------------------------- |
| 2016 | Lunar Prelude Napalm Records        | — | — | — | — | — | Erstveröffentlichung: 19. Februar 2016                                                        |
| 2019 | Hunter’s Moon Napalm Records        | DE24 (1 Wo.)DE | — | CH24 (1 Wo.)CH | — | NL54 (1 Wo.)NL | Erstveröffentlichung: 22. Februar 2019 (vier neue Songs mit zehn Liveversionen älterer Songs) |
| 2024 | Dance with the Devil Napalm Records | — | — | — | — | — | Erstveröffentlichung: 8. November 2024                                                        |

### Singles
| Jahr | Titel Album               | Höchstplatzierung, Gesamtwochen, AuszeichnungChartplatzierungen (Jahr, Titel, Album, Platzierungen, Wochen, Auszeichnungen, Anmerkungen) | Höchstplatzierung, Gesamtwochen, AuszeichnungChartplatzierungen (Jahr, Titel, Album, Platzierungen, Wochen, Auszeichnungen, Anmerkungen) | Höchstplatzierung, Gesamtwochen, AuszeichnungChartplatzierungen (Jahr, Titel, Album, Platzierungen, Wochen, Auszeichnungen, Anmerkungen) | Höchstplatzierung, Gesamtwochen, AuszeichnungChartplatzierungen (Jahr, Titel, Album, Platzierungen, Wochen, Auszeichnungen, Anmerkungen) | Höchstplatzierung, Gesamtwochen, AuszeichnungChartplatzierungen (Jahr, Titel, Album, Platzierungen, Wochen, Auszeichnungen, Anmerkungen) | Anmerkungen                                           |
| Jahr | Titel Album               | DE | AT | CH | UK | NL | Anmerkungen                                           |
| ---- | ------------------------- | --- | --- | --- | --- | --- | ----------------------------------------------------- |
| 2007 | Frozen Lucidity           | — | — | — | — | NL36 (2 Wo.)NL | Erstveröffentlichung: 8. Januar 2007                  |
| 2007 | See Me in Shadow Lucidity | — | — | — | — | NL46 (2 Wo.)NL | Erstveröffentlichung: 2. Juli 2007 feat. Liv Kristine |

Weitere Singles
- 2009 – April Rain
- 2019 – Burning Bridges
- 2019 – One Second
- 2022 – The Quest and the Curse
- 2022 – Beneath

## Trivia
Sängerin Charlotte Wessels und weitere Bandmitglieder haben im Spielbuch Metal Heroes – and the Fate of Rock einen Cameo-Auftritt.